# Primeira Batalha de Salvador
A Primeira Batalha de Salvador foi um conflito militar entre as forças holandesas e portuguesas comandadas respectivamente por João Maurício de Nassau e Luís Barbalho Bezerra.
A batalha resultou em uma grande vitória para os portugueses, que apesar de ter poucos homens, esmagou os holandeses.